# Sa'ud bin Nayef Al Sa'ud
Saʿūd bin Nāyef Āl Saʿūd (in arabo سعود بن نايف بن عبد العزيز آل سعود‎?; 1956) è un principe, imprenditore, diplomatico e politico saudita, membro della famiglia reale Āl Saʿūd.

## Primi anni di vita e formazione
Sa'ud bin Nayef è nato nel 1956 ed è il maggiore dei dieci figli del defunto principe ereditario Nāyef bin ʿAbd al-ʿAzīz Āl Saʿūd. Sua madre è Al Jawhara bint Abd al-Aziz bin Musaid Al Jiluwi, appartenente al potente clan Jiluwi, imparentato con la casa reale, e sorella di una delle mogli re Fahd. L'attuale principe ereditario Muhammad è suo fratello minore.
Sa'ud bin Nayef ha conseguito un Bachelor of Arts in economia e management dell'Università di Portland.

## Carriera e attività
Nel gennaio 1986, è stato nominato vice presidente dell'Ente del welfare giovanile. Tuttavia, si è dimesso dopo sei mesi per dedicarsi all'imprenditoria. Nel febbraio del 1993, ha cominciato a servire come vice governatore della Provincia Orientale e ha lasciato le sue attività commerciali. Il suo mandato è durato fino al 2003. Il 10 settembre dello stesso anno, è stato nominato ambasciatore in Spagna e ha mantenuto la carica fino al luglio 2011. Durante il servizio come ambasciatore ha contribuito all'organizzazione della Conferenza inter-religiosa di Madrid che nel luglio 2008 ha riunito rabbini israeliani e americani e chierici wahhabiti. La conferenza è nata da un'iniziativa di re Abd Allah.
Successivamente, nel luglio 2011, è stato nominato assistente ministro dell'interno per gli affari pubblici e consigliere del secondo vice primo ministro, Nayef.
Sa'ud bin Nayef è stato capo della corte del principe della corona e consigliere speciale del principe ereditario con rango di ministro dal novembre 2011 al 14 gennaio 2013. Il suo predecessore era Ali bin Ibrahim Al Hadeethi. Durante il suo mandato, il principe Saud eserciva le funzioni delegatagli dal padre in suo nome, piuttosto che prendere iniziative. Il suo mandato come capo della corte e consigliere speciale è proseguito dopo la morte del padre per sei mesi.
Il 14 gennaio 2013, il principe Sa'ud è stato nominato governatore della Provincia Orientale, la più ricca di petrolio, con rango di ministro, in sostituzione di Muhammad bin Fahd.
Nell'aprile del 2015, il fratello minore Muhammad è stato nominato principe ereditario.

## Altri ruoli e attività commerciali
Durante il suo mandato come Ambasciatore saudita in Spagna, il principe Sa'ud è stato anche presidente della Borsa di Madrid. Fa parte del consiglio di amministrazione della Fondazione pensiero arabo, un gruppo di think-tank che tenta di migliorare i rapporti tra le nazioni arabe e quelle occidentali.
Sa'ud bin Nayef è anche vice presidente della Commissione suprema e supervisore generale del Premio Principe Nayef bin Abd al-Aziz Al Sa'ud per la Sunna e gli Studi Islamici.
In aggiunta a questi ruoli semi-pubblici, nel dicembre 2011 è stato nominato membro del Consiglio di Fedeltà, in quanto suo padre, essendo stato nominato principe ereditario, ha dovuto lasciarlo.
Sa'ud bin Nayef ha anche alcune attività commerciali. Ha una partecipazione nella società emiratina Dana Gas ed è proprietario della società di aviazione commerciale SNAS Aviation.

## Vita personale
Sa'ud bin Nayef si è sposato due volte. In primo luogo, con la principessa Abeer bint Faysal bin Turki con cui ha avuto quattro figli: Jawahir, Abd al-Aziz (attuale ministro dell'interno, nato nel 1983), Mohammed e Nora. Ha avuto un'altra figlia, Sara, con la sua seconda moglie, ma la bambina è morta in tenera età. Suo figlio, Mohammed, ha sposato una figlia di Sultan bin Abd al-Aziz. Una delle sue figlie ha sposato Faysal bin Abd Allah Al Faysal nell'ottobre 2010 mentre l'altra ha sposato Nayef bin Sultan bin Abd al-Aziz, il 10 dicembre 2010.
Suo figlio Mohammed, possiede la scuderia Al Naifat. Questa ha vinto il campionato internazionale del Belgio e la World Horse Producers Cup degli Stati Uniti nel mese di aprile 2012. Ha anche vinto il Di Pietrasanta international B nel maggio 2012. Due cavalli dalla scuderia, Diana e Mascotte, sono stati scelti come i migliori cavalli arabi tra i cento presenti all'evento.

## Opinioni
Per quanto riguarda le attività commerciali della famiglia Al Sa'ud, il principe ha affermato: "Bisogna capire un semplice fatto. Dal momento che [la famiglia Al Sa'ud] è una grande famiglia e non tutti possiamo avere dei lavori di governo, alcuni devono guadagnarsi da vivere. È solo equo".

## Albero genealogico
|                                   |                             |                               | Genitori                      |  |  | Nonni |  |  | Bisnonni                |  |  | Trisnonni       |  |
|                                   |                             |                               |                               |  |  |       |  |  | ʿAbd al-Raḥmān Āl Saʿūd |  |  | Fayṣal Āl Saʿūd |  |
|                                   |                             |                               |                               |  |  |       |  |  | ʿAbd al-Raḥmān Āl Saʿūd |  |  | Fayṣal Āl Saʿūd |  |
|                                   |                             | Sāra bint Misharī Āl Saʿūd    |                               |  |  |       |  |  | ʿAbd al-Raḥmān Āl Saʿūd |  |  |                 |  |
| ʿAbd al-ʿAzīz dell'Arabia Saudita |                             |                               |                               |  |  |       |  |  | ʿAbd al-Raḥmān Āl Saʿūd |  |  |                 |  |
|                                   |                             | Sāra bint Aḥmad al-Sudayrī    | Aḥmad al-Kabīr al-Sudayrī     |  |  |       |  |  |                         |  |  |                 |  |
|                                   |                             | Sāra bint Aḥmad al-Sudayrī    | Aḥmad al-Kabīr al-Sudayrī     |  |  |       |  |  |                         |  |  |                 |  |
|                                   |                             | Sāra bint Aḥmad al-Sudayrī    | …                             |  |  |       |  |  |                         |  |  |                 |  |
| Nāyef bin ʿAbd al-ʿAzīz Āl Saʿūd  |                             | Sāra bint Aḥmad al-Sudayrī    |                               |  |  |       |  |  |                         |  |  |                 |  |
|                                   |                             | Aḥmad al-Sudayrī              | Muḥammad al-Kabīr al-Sudayrī  |  |  |       |  |  |                         |  |  |                 |  |
|                                   |                             | Aḥmad al-Sudayrī              | Muḥammad al-Kabīr al-Sudayrī  |  |  |       |  |  |                         |  |  |                 |  |
|                                   |                             | Aḥmad al-Sudayrī              | …                             |  |  |       |  |  |                         |  |  |                 |  |
| Ḥaṣṣa bt. Aḥmad al-Sudayrī        |                             | Aḥmad al-Sudayrī              |                               |  |  |       |  |  |                         |  |  |                 |  |
|                                   |                             | Sharīfa al-Suwaydī            | ʿAlī b. Muḥammad al-Suwaydī   |  |  |       |  |  |                         |  |  |                 |  |
|                                   |                             | Sharīfa al-Suwaydī            | ʿAlī b. Muḥammad al-Suwaydī   |  |  |       |  |  |                         |  |  |                 |  |
|                                   |                             | Sharīfa al-Suwaydī            | …                             |  |  |       |  |  |                         |  |  |                 |  |
| Sa'ud bin Nayef Al Sa'ud          |                             | Sharīfa al-Suwaydī            |                               |  |  |       |  |  |                         |  |  |                 |  |
|                                   | Musaid bin Jiluwi Al Jiluwi | Jiluwi bin Turki Al Jiluwi    |                               |  |  |       |  |  |                         |  |  |                 |  |
|                                   | Musaid bin Jiluwi Al Jiluwi | Jiluwi bin Turki Al Jiluwi    |                               |  |  |       |  |  |                         |  |  |                 |  |
|                                   | Musaid bin Jiluwi Al Jiluwi | Nura bint Ahmad Al Sudairi    |                               |  |  |       |  |  |                         |  |  |                 |  |
| Abd al-Aziz bin Musaid Al Jiluwi  | Musaid bin Jiluwi Al Jiluwi |                               |                               |  |  |       |  |  |                         |  |  |                 |  |
|                                   |                             | al-Jawhara Al Thunayyan       | Nasir bin Faysal Al Thunayyan |  |  |       |  |  |                         |  |  |                 |  |
|                                   |                             | al-Jawhara Al Thunayyan       | Nasir bin Faysal Al Thunayyan |  |  |       |  |  |                         |  |  |                 |  |
|                                   |                             | al-Jawhara Al Thunayyan       | …                             |  |  |       |  |  |                         |  |  |                 |  |
| Al-Jawhara Al Jiluwi              |                             | al-Jawhara Al Thunayyan       |                               |  |  |       |  |  |                         |  |  |                 |  |
|                                   |                             | Musa'id bin Battal Al Mutayri | Battal Al Mutayri             |  |  |       |  |  |                         |  |  |                 |  |
|                                   |                             | Musa'id bin Battal Al Mutayri | Battal Al Mutayri             |  |  |       |  |  |                         |  |  |                 |  |
|                                   |                             | Musa'id bin Battal Al Mutayri | …                             |  |  |       |  |  |                         |  |  |                 |  |
| Tarfa bint Musa'id Al Mutayri     |                             | Musa'id bin Battal Al Mutayri |                               |  |  |       |  |  |                         |  |  |                 |  |
|                                   |                             | …                             | …                             |  |  |       |  |  |                         |  |  |                 |  |
|                                   |                             | …                             | …                             |  |  |       |  |  |                         |  |  |                 |  |
|                                   |                             | …                             | …                             |  |  |       |  |  |                         |  |  |                 |  |
|                                   |                             | …                             |                               |  |  |       |  |  |                         |  |  |                 |  |